# KDELR1
El receptor 1 KDEL de retención de proteína del retículo endoplasmático, conocido como KDELR1, es una proteína transmembrana que en los humanos es codificada por el gen KDELR1.
 El receptor KDELR1 participa en el control de calidad de las proteínas recién sintetizadas del RE y en la respuesta de las proteínas desplegadas.
El KDELR1 interviene en la señalización celular del tráfico de membrana entre compartimentos secretores y en la degradación de la matriz extracelular, que es un paso importante en la progresión del cáncer. 

## Gen
El gen KDELR1 se encuentra en el cromosoma 19 (humano), en su brazo largo q, banda 13.33.

Dentro de la familia de receptores KDEL el dos KDELR2, se encuentra en el cromosoma 7 (humano) y el tres KDELR3 se encuentra en el cromosoma 22 (humano).

## Estructura

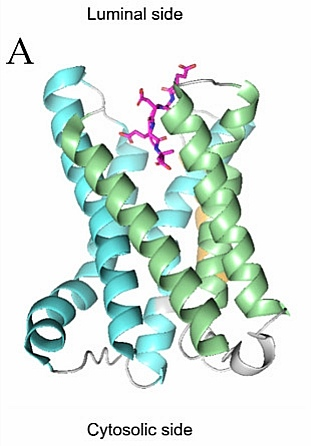
Estructura de un receptor KDEL. En rojo y azul se muestra un ligando RDEL en el «bolsillo» del receptor.
Luminal side= extremo que mira al lumen del RE.

El receptor 1 de retención de proteína del RE (KDEL-R1) es una proteína transmembrana. El KDEL-R1 está conformado por siete dominios estructurales intramembranosos.

## Función
La retención de las proteínas solubles en el lumen del retículo endoplasmatico (RE) en células animales y levaduras se logra gracias a una continua recuperación de los compartimentos cis-Golgi o pre-Golgi del aparato de Golgi. Esto se logra gracias a que el aparato de Golgi es capaz de clasificar las proteínas dependiendo su destino. 
El receptor KDELR1 detecta un tetrapéptido en el extremo c-terminal dela proteína soluble intraluminar, que habitualmente suele ser: 
```
Lisina
-
Aspártico
-
Glutámico
-
Leucina
  en animales
Lys-Asp-Glu-Leu  
(en código de tres letras)

K-D-E-L      
(en código de una letra)
```

```
his
-asp-glu-leu 
H-D-E-L  en la levadura S. cerevisiae.
```